# Rzeczki (rejon wilejski)
Rzeczki (biał. Рэчкі; ros. Речки) – wieś na Białorusi, w obwodzie mińskim, w rejonie wilejskim, sielsowiecie Dołhinów.

## Historia
W czasach zaborów wieś w powiecie wilejskim, w guberni wileńskiej Imperium Rosyjskiego.
W latach 1921–1945 wieś leżała w Polsce, w województwie wileńskim, w powiecie wilejskim, w gminie Dołhinów.
Według Powszechnego Spisu Ludności z 1921 roku zamieszkiwało tu 138 osób, 1 była wyznania rzymskokatolickiego a 137 prawosławnego. Jednocześnie 1 mieszkaniec zadeklarował polską, 137 białoruską przynależność narodową. Było tu 25 budynków mieszkalnych. W 1931 w 28 domach zamieszkiwało 145 osób.
Wierni należeli do parafii rzymskokatolickiej w Dołhinowie i prawosławnej w Milczy. Miejscowość podlegała pod Sąd Grodzki w Krzywiczach i Okręgowy w Wilnie; właściwy urząd pocztowy mieścił się w Dołhinowie.
W wyniku napaści ZSRR na Polskę we wrześniu 1939 miejscowość znalazła się pod okupacją sowiecką. 2 listopada została włączona do Białoruskiej SRR. Od czerwca 1941 roku pod okupacją niemiecką. W 1944 miejscowość została ponownie zajęta przez wojska sowieckie i włączona do Białoruskiej SRR.
Do 1977 roku w sielsowiecie Milcza.
Od 1991 w składzie niepodległej Białorusi.